# Jermaine Pennant
Jermaine Lloyd Pennant (ur. 15 stycznia 1983 w Nottingham) jest angielskim piłkarzem, grającym jako prawy skrzydłowy. Jego ojciec był Jamajczykiem, wybrał jednak grę dla reprezentacji Anglii. Rozegrał kilkadziesiąt meczów w drużynach młodzieżowych, ale dotychczas nie dostał powołania do drużyny seniorów.

## Początki
Wychowanek Notts County został kupiony w 1999 roku przez menadżera Arsenalu, Arsène'a Wengera, za rekordową wówczas cenę za nastoletniego zawodnika około £4 mln. Uważany był za jeden z największych talentów angielskiej piłki. W Arsenalu, wobec silnej konkurencji w składzie, otrzymał jednak niewiele szans na grę. Aby nie powstrzymywać jego rozwoju jako piłkarza zdecydowano się go wypożyczać.

## Wypożyczenia
Na początku 2002 roku Pennanta wypożyczył walczący o utrzymanie w Premiership Watford. Spędził w tym klubie łącznie półtora roku (przed sezonem 2002-2003 przedłużono wypożyczenie na kolejny rok). Dwudziestolatek był jednak dość często kontuzjowany, nie zagrał w większości spotkań. Watford spadł z Premiership, a Pennant powrócił do Londynu, gdzie jednak ponownie nie znalazł miejsca w składzie.
Kolejnym klubem w jego karierze był, także walczący o utrzymanie w najwyższej lidze, Leeds United. Tym razem skrzydłowego omijały już kontuzje. Zagrał w niemal wszystkich meczach Premiership w sezonie 2003-2004, strzelając przy tym dwie bramki. Większość znawców futbolu, oraz fanów Leeds uznała go za najlepszego piłkarza klubu. Nie udało się uratować go przed spadkiem, ale podkreślano zgodnie, iż bez Jermaine'a Pennanta klub nie miałby na utrzymanie najmniejszych szans, podczas gdy z nim w składzie walczył niemal do końca.

## Powrót do Londynu – Birmingam i wyrok
Po bardzo dobrym sezonie w Leeds powrócił, już jako niemal w pełni ukształtowany zawodnik, do Arsenalu. Jego celem było wywalczenie miejsca w składzie czołowej drużyny ligi. Kolejny raz jego pobyt w klubie z Highbury skończył się zawodem. Nie potrafił przebić się do składu, w którym na skrzydłach grali zawodnicy o większej od niego renomie – Robert Pirès i Fredrik Ljungberg. Jak miało się okazać pierwsza runda sezonu 2004-2005 była jego ostatnim pobytem w Londynie. Na początku 2005 roku wypożyczono go ponownie – tym razem do Birmingham City.
Pennant ponownie pokazał się z dobrej strony, pierwsze mecze dla nowego klubu grając na swoim najwyższym poziomie. Jednak sezon ten dla Pennanta i jego kibiców zapadł w pamięć z innego, niechlubnego powodu.
23 stycznia 2005 roku piłkarz, prowadząc samochód, rozbił się w środkowej Anglii. Policjanci, którzy zjawili się na miejscu wypadku stwierdzili, że piłkarz prowadził pod wpływem alkoholu. Przedstawicielom władz za pierwszym razem, gdy go legitymowali, podał fałszywe nazwisko. Ostatecznie został aresztowany. Wkrótce sąd skazał 22-letniego piłkarza na 3 miesiące więzienia. Ostatecznie w areszcie przesiedział miesiąc, resztę kary anulowano gdy przeszedł przez kurs odwykowy.
Mimo to wydawało się, że kariera młodego piłkarza załamała się. Arsenal nie chciał go dłużej w składzie i wystawił go na listę transferową. Początkowo nie mógł odzyskać miejsca w składzie Birmingham. Tym razem jednak Pennant zaczął ciężko pracować. Przed końcem sezonu wywalczył sobie ponownie miejsce w drużynie z Birmingham. Co prawda Arsene Wenger skreślił go już, ale zapracował sobie na transfer definitywny do „The Reds”.
W sezonie 2005-2006 był już na stałe piłkarzem Birmingham City. Powrócił do swojej najlepszej dyspozycji i zagrał w lidze wszystkie mecze. Ponownie uznawano go za najlepszego piłkarza drużyny, zaliczył w tym sezonie najwięcej dośrodkowań spośród wszystkich piłkarzy Premiership. Jednakże tak samo jak Leeds, Birmingham walczyło o utrzymanie. Mimo wielu dobrych zawodników w składzie klubowi nie udało się utrzymać w lidze. Pennant kolejny raz musiał przeżyć relegację swojej drużyny do niższej klasy.

## Liverpool
Kilka klubów z Premier League wciąż było zainteresowanych młodym zawodnikiem. Ostatecznie okazało się, że trafił do Liverpool.
Trener klubu z Anfield Road, Rafael Benítez poszukiwał od dwóch lat grających bardzo szeroko przy linii skrzydłowych, a Pennant do tego pasował. Zdecydował się na ich zakup rozpoczynając swój trzeci rok pracy w Anglii, chcąc wzmocnić atak klubu. Na lewe skrzydło zakupił młodego gracza z Chile, Marka Gonzaleza. Jako prawego pomocnika widział w swoim składzie gracza FC Sevilli, Brazylijczyka Daniela Alvesa. Klub z południa Hiszpanii odrzucał jednak kolejne oferty zdobywców Pucharu Anglii.
Nie mając niewyczerpanych zasobów finansowych Benítez doszedł do wniosku, że nie stać go na spełnienie oczekiwań finansowych Sevilli. Postanowił więc sprowadzić dotychczasowy „numer 2” swojej listy transferowej. Birmingham nie sprawiało problemów i w lipcu 2006 Pennant, co zaskoczyło wielu obserwatorów angielskiej piłki, został piłkarzem Liverpoolu. Kosztował około 8 milionów funtów.
Zadebiutował w meczu 3 rundy eliminacji Ligi Mistrzów przeciw Maccabi Hajfa. Już w debiucie fani wybrali go piłkarzem meczu.
20 stycznia 2009 roku został wypożyczony do końca sezonu do Portsmouth.
W dniu 9 lipca 2009 został zawodnikiem Realu Saragossa na zasadzie wolnego transferu. 26-letni Anglik podpisał trzyletni kontrakt.

## Źródła i Linki

### Materiały prasowe
- http://news.bbc.co.uk/1/hi/england/london/4307427.stm – Jermaine Pennant skazany za jazdę po pijanemu, BBC News, 01.03.2005
- http://news.bbc.co.uk/sport1/hi/football/teams/l/liverpool/5215110.stm – Jermaine Pennant finalizuje transfer do Liverpoolu, BBC News, 26.07.2006
- Jermaine Pennant piłkarzem meczu z Maccabi Haifa, Liverpoolfc.tv. liverpoolfc.tv. [zarchiwizowane z tego adresu (2006-08-13)].